# Montello, Wisconsin
Montello este sediul comitatului Marquette,  statul Wisconsin, SUA.
1. ↑  2010 U.S. Gazetteer Files, accesat în 9 iulie 2020